# Horní Paseka
Horní Paseka – wieś i gmina w Czechach, w powiecie Havlíčkův Brod, w kraju Wysoczyna. Według danych z dnia 1 stycznia 2014 liczyła 68 mieszkańców.